# Соколов Олександр Сергійович
Олександр Сергійович Соколов  (рос. Александр Сергеевич Соколов, 1 березня 1982) — російський волейболіст, олімпійський чемпіон.

## Виступи на Олімпіадах
| Олімпіада   | Дисципліна | Місце |
| ----------- | ---------- | ----- |
| Лондон 2012 | волейбол   | 1     |

## Зовнішні посилання
- Досьє на sport.references.com